# Tyrion Lannister

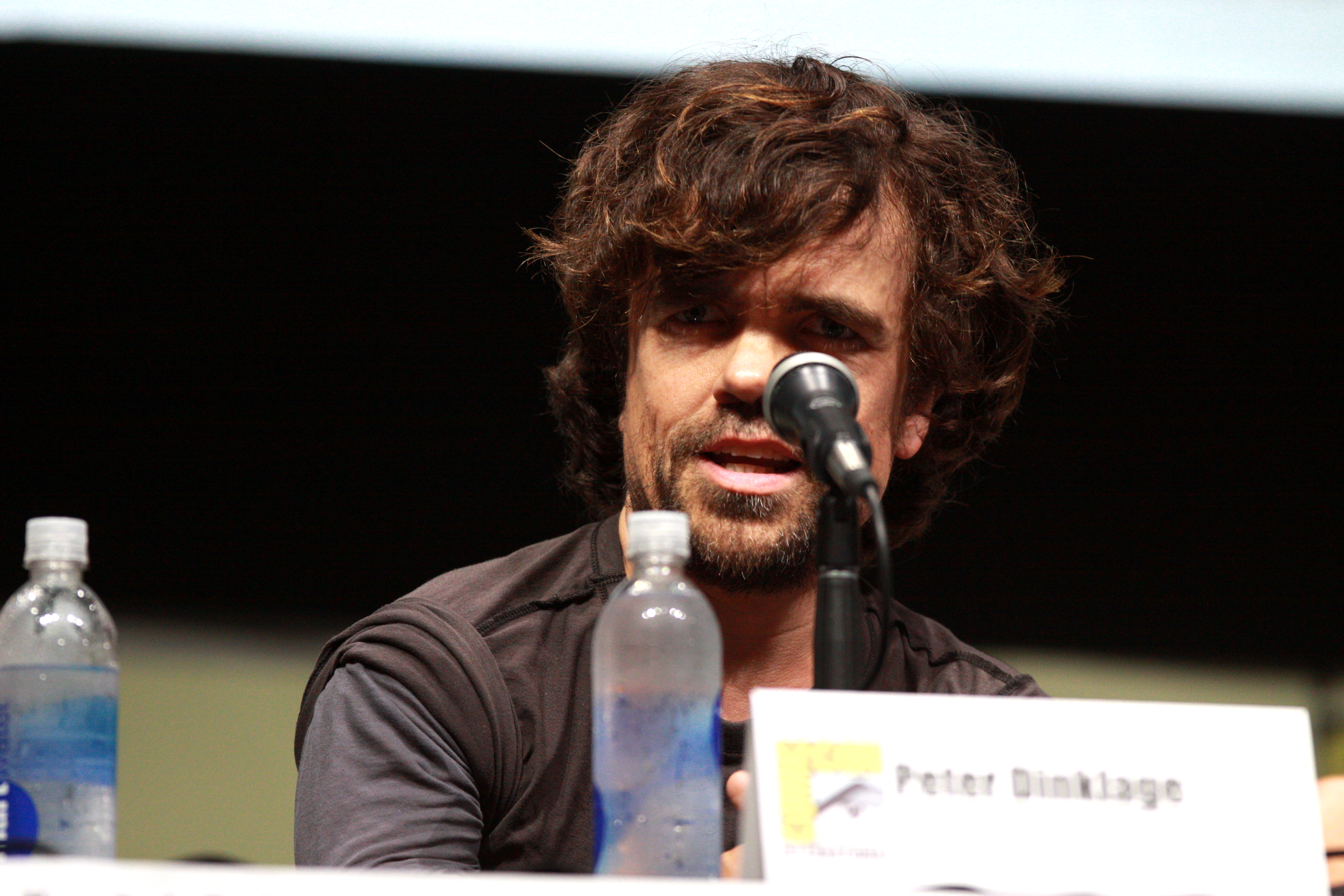
Představitel Tyriona v seriálu Hra o trůny, Peter Dinklage

Tyrion Lannister je fiktivní postava z knižní série Píseň ledu a ohně a televizního seriálu Hra o trůny. Je to třetí potomek a druhý syn lorda Tywina Lannistera, strážce západu a nejbohatšího člověka v Sedmi královstvích. Je zakrslý, takže je často terčem mnoha posměchů a urážek.

## Vzhled a chování
Je zakrslý a ošklivý, odtud přezdívky Skřet, Trpaslík, Polomuž, Obr z Lannisterů. Jeho otec, který zasvětil celý svůj život službě rodině, ho stejně jako jeho sestra silně nenávidí, a celý jeho život se ho jen snaží ponížit. Obyčejný lid si o něm vypráví, že je prokletím rodiny, démon v lidské podobě apod. Jediný z jeho blízkých, kdo ho považuje za přítele je jeho bratr Jaime. Je vtipný, a nade vše miluje víno a ženy. Tyrion se však všemu dokáže dobře vyrovnat, je inteligentní, bez skrupulí a bez hlesu snáší posměšky od svých blízkých. Vzhledem k bohatství své rodiny, ke kterému má přístup, však umí být štědrý přítel a také velmi nebezpečný nepřítel.

## Historie

### Před knihami
Zatímco se jeho bratr Jaime stal nejmladším členem Královské gardy v historii a jeho sestra královnou ve svých 19 letech, Tyrionovi byl v jeho 19 letech svěřen dozor nad kanalizací. To byl jen začátek všech podřadných prací, které jako šlechtický syn dostával. Trávil tak většinu času pitím a navštěvováním nevěstinců. To se změnilo až odjezdem na Zimohrad roku 298.

### Hra o Trůny
Tyrion spolu s celým dvorem a svými sourozenci odjíždí na Zimohrad, kde král Robert Baratheon jmenuje lorda Eddarda Starka pobočníkem krále. Brandon Stark je shozen z věže Tyrionovým bratrem Jaimem a začíná dlouhodobý konflikt mezi Lannistery, Baratheony a Starky. Tyriona se však nic z toho zatím netýká, odjíždí totiž s nemanželským synem Neda Starka, Jonem Sněhem na Zeď, aby se mohl podle svých vlastních slov „vymočit z okraje světa“. Stává se tam svědkem neutěšeného stavu Noční hlídky. Po několikatýdenním pobytu v Černém hradu odjíždí na jih spolu s Yorenem, verbířem do Noční hlídky. V hostinci na rozcestí je však zajat lady Catelyn Stark a odvlečen do Orlího Hnízda. Zde se musí zodpovídat za své údajné zločiny. Pomocí lsti a žoldnéře Bronna však vyvázne a je propuštěn. Bronn se fakticky stává jeho osobním strážcem. Při cestě Měsíčními horami získává na svou stranu zdejší divoké klany, které budou později hrát roli jeho osobní gardy. Po krátké účasti v bitvě u Zeleného bodce, při které potkává svoji budoucí milenku Šae, je poslán svým otcem, Tywinem Lannisterem do Králova přístaviště, hlavního města říše, aby zastával úřad pobočníka krále po zesnulém Eddardu Starkovi.

### Střet králů
Tyrion, Šae, Bronn i barbaři z Měsíčních hor dorážejí do Králova přístaviště. Zde je Tyrion nucen řešit katastrofální situaci po popravě lorda Eddarda Starka, manžela lady Catelyn. Městu vládne chlapecký král Joffrey Baratheon, Tyrionův sadistický synovec, obklopen těmi, kteří zbyli z královské Malé rady. Tyrionovi se překvapivě podaří obstát v intrikami zamořeném městě a podaří se mu zlikvidovat několik úhlavních politických odpůrců. Poté se dozvídá, že se k městu blíží armáda povstaleckého lorda, Stannise Baratheona. Tyrion město dokonale připraví na bitvu proti pětinásobné přesile. Za pomoci divokého ohně, obávané výbušniny, se mu podaří zlikvidovat velkou část Stannisovy flotily, a následně sám vede protiútok. V zápalu bitvy se však stává terčem zákeřného útoku jednoho z členů královské gardy, Mandona Moora. Vyvázne za pomoci svého panoše, Podricka Payneho, avšak je těžce raněn do obličeje. Bitva je vyhrána příchodem vojsk Tyrellů a Lannisterů.

### Bouře mečů
Po tom, co se probere z bezvědomí, zjišťuje, že většina jeho politických spojenců buď padla v bitvě, nebo z různých důvodů opustila město. Zbytek knihy se tak snaží o znovuzískání někdejšího vlivu. Přichází o úřad pobočníka krále na úkor svého navrátivšího otce Tywina, který také shrábne veškerou slávu za vyhrání bitvy. Tyrionovi je svěřen uvolněný úřad správce královské pokladny. Zde Tyrion, stejně jako jeho předchůdce Eddard Stark, poznává astronomickou výši státního dluhu, který se ještě navyšuje výdaji spojenými se svatbou krále Joffreyho Baratheona a Margaery Tyrell, vdovou po králi Renlym a dcerou pána Vysoké zahrady. Poté také musí oficiálně přivítat dornského vyslance, Oberyna Martella. Kromě toho je přinucen ke svatbě se Sansou Stark, rukojmím Lannisterů a později i domnělou dědičkou krále Severu a Trojzubce. Krátce později však dochází ke královské svatbě, kde je Joffrey Baratheon otráven. Sansa Stark během svatby záhadně zmizí, a veškeré obvinění padá na nevinného Tyriona. Zrazený a zoufalý Tyrion, proti kterému svědčí i jeho bývalí političtí spojenci, dokonce i Šae, si vybírá rozsouzení soubojem. Dochází tak k souboji mezi Oberynem Martellem, Tyrionovým šampionem, a serem Gregorem Cleganem, šampionem Tyrionovy sestry Cersei, hlavní žalobkyně. V souboji utrží Gregor smrtelné zranění otráveným kopím, ale ještě před smrtí stačí zabít Oberyna. Tyrion je tak odsouzen k oběšení. Večer před plánovanou popravou však Tyriona osvobozuje jeho bratr Jaime, navrátilec ze seveřanského zajetí, a předává ho lordu Varysovi, mistrovi našeptávačů a Tyrionovu bývalému politickému spojenci. Ten ho chce odeslat za oceán, do péče pentoského obchodníka Illyria Mopatise. Tyrion, plný pomstychtivosti, však ještě před odplutím vtrhne do pokoje svého otce, kde nalézá Šae. Tu uškrtí zlatým řetězem, odznakem moci pobočníka krále. Následně vtrhá na otcovu latrínu, kde Tywina Lannistera, pobočníka krále a jednoho z Tyrionových hlavních žalobců, střelí kuší do břicha.

### Tanec s draky
Dozvídáme se, že se Tyrion v utajení skutečně dostává do péče magistra Illyria. Ten ho plánuje vyslat jako hlavního vyslance k dračí královně, Daenerys Targaryen. Po cestě Tyrion odhaluje, že jeho společníci ukrývají utajeného následníka Železného trůnu, Aegona Targaryena, kterého plánují oženit s Daenerys a za pomoci Zlatého společenstva dobýt Sedm království, už tak vyčerpané občanskou válkou. Tyrion se však v bordelu ve městě Selhorys potkává se serem Jorahem Mormontem, vyhnaným společníkem královny Daenerys, který Tyriona zajme a odveze ho do Volantisu, kde se snaží sehnat přepravu zpět k Daenerys, do Meereenu. Myslí si totiž, že mu Daenerys odpustí, až jí přiveze tak cenného zajatce. Skupina vedená Aegonem zatím upouští od plánu setkat se s Daenerys a odplouvají do Západozemí sami. Ve Volantisu Tyrion s Jorahem potkávají Grešli, trpaslici, která se k nim přidá na lodi do Meereenu. Po cestě jsou ovšem přepadeni piráty a prodáni do otroctví. Jako otroci ctihodného Yunkajce Yezzana zo Qaggaze se dostávají až na dohled k Meereenu, avšak uvnitř Yunkajské armády, která se nijak netají plány na znovuobsazení Daenerysina města. V ležení ale propukne epidemie, na kterou umírá i sám Yezzan. Tyrion, Jorah a Grešle utečou a přidávají se ke zrádnému žoldnéřskému společenství Druhých synů.